# 노무라 소동
노무라 소동(野村騒動)은 에도시대 중기에 이세노쿠니 구와나번에서 일어난 소동이다.
이세노쿠니 구와나 번주, 마쓰다이라 사다시게의 시대는 50년이라는 긴 시간이었지만, 계속 수해나 화재가 찾아왔다. 특히 1681년에 일어난 홍수에 의한 피해는 심각하여, 사다시게는 가신의 감봉과, 176인의 가신의 해고를 단행했다. 1701년에도 성 아래에서 대화재가 일어나, 1500채가 소실, 천수각도 유소되었다. 이로 인해, 번 재정은 극도로 악화되었다. 사다시게는 이 곤경을 타개하기 위해, 번 정치의 개혁에 몰두하기로 결단한다. 그리고 개혁에 발탁된 자가 노무라 마스우에몬이라는 군다이(郡代)였다. 노무라는 원래 8석 3인 녹미를 받는 박봉의 젊은이일 뿐이었지만, 사다시게는 노무라의 실력을 평가하여 등용했다. 노무라는 개혁에 절약 등의 정책을 실시하여 점차 두각을 드러내, 750석을 받는 군다이라고 하는 이례의 승진을 이뤘다.
그러나, 벼락출세한 노무라의 존재를, 보수층인 가로들이 질시하였다. 그리고 1710년 5월 29일, 노무라는 실각에 몰려 결국, 사형에 처해졌다.
이 소동이 막부에 알려져, 윤 8월 15일에 사다시게는 에치고노쿠니 다카다번으로 영지를 옮기게 된다. 봉급에는 변화가 없었지만, 산간지인 다카다에 쫓겨나, 쌀 생산량이 크게 후퇴하여 사실상의 감봉, 좌천이었다.